# Andaspis kazimiae
Andaspis kazimiae är en insektsart som beskrevs av Williams 1963. Andaspis kazimiae ingår i släktet Andaspis och familjen pansarsköldlöss.
Artens utbredningsområde är Pakistan. Inga underarter finns listade i Catalogue of Life.